# Bitva u Adrianopole (914)
Byzantská Adrianopolis byla dobyta bulharskými vojsky cara Simeona I., který usiloval o vytvoření jednotné bulharsko-byzantské říše.